# Принципи (криминална група)
Принципи, познати и као Клан „Беливук”, основани са именом Јањичари, јесте била група која је оптужена за организовани криминал. Основана је у Ритопеку, по угледу на  Земунски клан. Модели понашања — тешка кривична дела, са свим криминалним радњама: изнуда, застрашивање, отмица, мучење и сакаћење, убиство и продаја наркотика.

## Почетак оснивања клана
Криминалне групе Принципи везују се за Вељка Беливука и Дарка Елеза, господаре криминалног подземља Републике Српске, заједно су „радиле”, прослављале убиства конкурентских мафијаша и биле на корак од удруживања у клан који би владао на простору Србије и БиХ. Беливук и Елез имају и истог шефа, из Црне Горе „кавчанина” Радоја Звицера.
Почетком 2013. године, Александар Станковић, звани Сале Мутави, вођа новоформиране групе навијача Партизана „Јањичари”, позвао је свог пријатеља Беливука и Марка Миљковића да се придруже његовој новој групи. Крајем 2016. године, након убиства Станковића, Беливук и Миљковић преузимају контролу над групом, мењајући јој име у Принципи, по Гаврилу Принципу.

## Кривична дела
Пре Веље Невоље и Марка Миљковића, у Београду је крајем прошле године, 22. децембра, ухапшен Елез. Њега у БиХ терете за најмање две ликвидације: Синише Миличевића званог Тигар, који брутално убијен у сачекуши 1. јуна 2018. године, а по истом рецепту убијен је 2. јануара 2019. и Милош Остојић. Они су били блиски Ђорђу Ждрали, званом Ђока. Он је Елезов бивши кум с којим је годинама у сукобу и један другог су неколико пута покушали да ликвидирају.
У великој полицијској акцији у којој је учествовала ДЕА и српска полиција, осим Беливука, ухапшено је још 18 особа, који се сумњиче да су починили више тешких кривичних дела, трговину наркотицима, изнуде, уцене, убиства и сакаћења људи. Беливук је ухапшен на Руднику где је наводно ишао да спали возила коришћена у кривичним делима. Полиција је на стадиону Партизана пронашла бункер и још неколико просторија које су служиле Беливуковој криминалној групи. Пронађена је дрога и оружје, међу којима је и снајпер, а полиција је затекла и 15 лица у такозваном штеку.
Беливук је широј јавности постао познат 2016. године после напада на Божу Кумбуровића и Небојшу Петковића, чланове обезбеђења директора ФК Партизан Милоша Вазуре. Осуђен је на годину дана кућног затвора без електронског надзора. Медији су Беливука сврставали у тзв. кавачки клан који је годинама у рату са шкаљарским кланом.

### Убиство Оливера Ивановића
Ова група је оптужена заједно са групом око Звонка Веселиновића да је учествовала у атентату на Оливера Ивановића. „Принципи” су према тим тврдњама били задужени за непосредно извршење, док је логистику обезбедио Милан Радоичић, а све организовао Звонко Веселиновић. Љубомир Лаиновић је био непосредни извршилац, а Александар Глигоријевић је био курир. Глигоријевић је после убијен у унутрашњем сукобу између „принципа”, а за његово убиство је окривљен Беливук. Лаиновић је нестао, а спекулише се да је брутално мучен и убијен од стране „шкаљараца” (противничког клана), чија је два високорангирана члана такође убио.